# Oleksandra Merkuschyna
Oleksandra Olehiwna Merkuschyna (ukrainisch Олександра Олегівна Меркушина; * 14. Januar 2005 in Ternopil) ist eine ukrainische Biathletin. Sie wurde 2024 Jugendweltmeisterin im Massenstart.

## Sportliche Laufbahn
Oleksandra Merkuschyna gab ihr internationales Debüt bei den Jugendweltmeisterschaften 2021 in Obertilliach und erreichte zwei Top-20-Ergebnisse in Sprint und Verfolgung sowie Rang zehn mit der Staffel der älteren Jahrgänge. Im Winter 2021/22 startete die Ukrainerin regelmäßig im IBU-Junior-Cup und verpasste in Staffelrennen als Vierte zweimal das Podest recht knapp. Bei den Juniorenwettkämpfen der Sommerbiathlon-WM 2022 belegte sie Rang fünf im Sprint, im zugehörigen Verfolgungsrennen Platz acht. Nach guten Ergebnissen in der Vorbereitung auf die Saison 2022/23 gab Merkuschyna im Dezember 2022 ihren Einstand im IBU-Cup und erreichte in Idre auf Anhieb Rang 24 im Sprint. Daraufhin durfte sie in Hochfilzen im Alter von 17 Jahren erstmals im Weltcup starten und schloss den Sprint auf Position 72 ab. Einen weiteren Einsatz bekam sie im Januar in Antholz und kam mit Platz 44 knapp an die Punkteränge heran, das zugehörige Verfolgungsrennen trat sie nicht an. Erfolgreich schnitt die Ukrainerin beim Europäischen Olympischen Jugendfestival ab, sie gewann die Goldmedaille im Sprint und Bronze im Einzel. Weitere Medaillen resultierten bei Junioren-EM – Bronze mit der Mixedstaffel – und Jugend-WM – Bronze im Einzel und mit der Mixedstaffel – sowie im August 2023 bei den Sommerbiathlon-Juniorenweltmeisterschaften mit der Silbermedaille im Supersprint.
In der Saison 2023/24 bekam Merkuschyna keinen Weltcupeinsatz, stattdessen lief sie im IBU-Cup und erzielte auf dieser Ebene vier Top-20-Ergebnisse sowie Platz 18 im Einzel der Europameisterschaften. Weiterhin errang sie im Dezember im Juniorcup einen Sieg mit der Mixedstaffel. Ende Februar 2024 krönte sie sich in Otepää erstmals zur Jugendweltmeisterin, nachdem sie im Massenstart die Französin Lola Bugeaud im Zielsprint besiegt hatte. Im November des Jahres wurde die Ukrainerin nach längerer Zeit wieder in die Weltcupmannschaft berufen und startete beim Saisonauftakt in Kontiolahti an der Seite von Olena Horodna, Chrystyna Dmytrenko und Julija Dschyma erstmals auf dieser Ebene in einer Staffel, die den elften Rang belegte. Im verkürzten Einzelwettkampf über 12,5 Kilometer gewann sie zudem als 33. ihre ersten Weltcuppunkte. Zwar blieb dies ihre einzige Weltcupplatzierung unter den besten 40, jedoch nahm sie unter anderem an der Universiade teil und gewann Silber im Massenstart sowie Gold gemeinsam mit Serhii Suprun im Single-Mixed-Rennen. Bei den Juniorenweltmeisterschaften ergatterte sie zudem hinter Sara Andersson und Anaëlle Bondoux Bronze im Massenstart.

## Persönliches
Merkuschyna stammt aus einer vom Biathlon geprägten Familie. Ihre Mutter Iryna Merkuschina gewann bei den Weltmeisterschaften 2003 Staffelsilber, ihre auf den Tag genau zehn Jahre ältere Schwester Anastassija ist vierfache Medaillengewinnerin bei Weltmeisterschaften. Merkuschyna lebt in Chust im Westen der Ukraine und studiert an der Westukrainischen Nationalen Universität in ihrer Geburtsstadt Ternopil.

## Statistiken

### Weltcupplatzierungen
Die Tabelle zeigt alle Platzierungen (je nach Austragungsjahr einschließlich Olympische Spiele und Weltmeisterschaften).
- 1.–3. Platz: Anzahl der Podiumsplatzierungen
- Top 10: Anzahl der Platzierungen unter den ersten zehn (einschließlich Podium)
- Punkteränge: Anzahl der Platzierungen innerhalb der Punkteränge (einschließlich Podium und Top 10)
- Starts: Anzahl gelaufener Rennen in der jeweiligen Disziplin
- Staffel: inklusive Mixed- und Single-Mixed-Staffeln

| Platzierung               | Einzel | Sprint | Verfolgung | Massenstart | Staffel | Gesamt |
| ------------------------- | ------ | ------ | ---------- | ----------- | ------- | ------ |
| 1. Platz                  |        |        |            |             |         |        |
| 2. Platz                  |        |        |            |             |         |        |
| 3. Platz                  |        |        |            |             |         |        |
| Top 10                    |        |        |            |             | 1       | 1      |
| Punkteränge               | 1      |        |            |             | 3       | 4      |
| Starts                    | 2      | 6      | 2          |             | 3       | 13     |
| Stand: Saisonende 2024/25 |        |        |            |             |         |        |

### Weltcupwertungen
Ergebnisse bei Weltcups (Disziplinen- und Gesamtweltcup) gemäß Punktesystem.
| Saison  | Einzel | Einzel | Sprint | Sprint | Verfolgung | Verfolgung | Massenstart | Massenstart | Gesamt | Gesamt |
| Saison  | Platz  | Punkte | Platz  | Punkte | Platz      | Punkte     | Platz       | Punkte      | Platz  | Punkte |
| ------- | ------ | ------ | ------ | ------ | ---------- | ---------- | ----------- | ----------- | ------ | ------ |
| 2024/25 | 57.    | 8      | –      | –      | –          | –          | –           | –           | 91.    | 8      |

### Jugend-/Juniorenweltmeisterschaften
Merkuschyna nahm bis 2024 an den Jugend-, ab 2025 an den Juniorenwettkämpfen teil.
| Weltmeisterschaften | Weltmeisterschaften | Einzelwettbewerbe | Einzelwettbewerbe | Einzelwettbewerbe | Einzelwettbewerbe | Staffelwettbewerbe | Staffelwettbewerbe |
| Jahr                | Ort                 | Einzel            | Sprint            | Verfolgung        | Massenstart 60    | Damenstaffel       | Mixedstaffel       |
| ------------------- | ------------------- | ----------------- | ----------------- | ----------------- | ----------------- | ------------------ | ------------------ |
| 2021                | Obertilliach        | DNF               | 16.               | 15.               | nicht ausgetragen | 10. (Junioren)     | N/A                |
| 2023                | Schtschutschinsk    | 3.                | 18.               | 10.               | nicht ausgetragen | 4.                 | 3.                 |
| 2024                | Otepää              | 21.               | 11.               | nicht ausgetragen | 1.                | 11.                | 8. (Junioren)      |
| 2025                | Östersund           | 9.                | 15.               | nicht ausgetragen | 3.                | 4.                 | 5.                 |

### Junior-Cup-Siege
| Nr. | Datum         | Ort     | Disziplin      |
| --- | ------------- | ------- | -------------- |
| 1.  | 15. Dez. 2023 | Ridnaun | Mixedstaffel 1 |